# Четвериков, Александр Владимирович
Алекса́ндр Влади́мирович Четверико́в  (род. 8 июня 1972, пос. Конышёвка, Курская область) — российский предприниматель, государственный и политический деятель, депутат Государственной думы VI созыва от «Справедливой России», член комитета Госдумы по экономической политике, инновационному развитию и предпринимательству.
Является создателем одного из крупнейших агропромышленных предприятий России — ОАО "Группа Компаний «Агрохолдинг».

## Образование
В 1999 году окончил Московский государственный университет экономики, статистики и информатики по специальности «менеджмент».
В 2001 году окончил Курскую государственную сельскохозяйственную академию имени профессора И. И. Иванова, по специальности «экономика и управление аграрным производством».
Доктор экономических наук, специальность «статистика».
Свободно владеет английским и испанским языками.

## Политическая деятельность
- Избирался депутатом Курской областной Думы четвёртого и пятого созывов[3].
- Избирался депутатом Государственной Думы третьего созыва.
- Избирался депутатом Государственной Думы пятого созыва[1].
- Избирался депутатом Государственной Думы шестого созыва[1].

Член Бюро Президиума Центрального совета партии «Справедливая Россия».
Председатель совета регионального отделения партии «Справедливая Россия» в Курской области. Член фракции «Справедливая Россия».
Член комитета Государственной Думы шестого созыва по экономической политике, инновационному развитию и предпринимательству.